# Ruslica
Ruslica je bila prva slovenska e-knjigarna in založba. Leta 2008 jo je ustanovila zdaj že nekdanja založba časopisa Večer, ČZP Večer.
Prva izdana knjiga je bila pesniška zbirka Samo ta dan imam Cirila Zlobca (2006). Leta 2008 je ponujala prek 100 naslovov s ceno med 2 in 10 evri. Urednica Ruslice je bila Helena Grandovec. Leta 2012 je Ruslica ponujala klasično in sodobno slovensko literaturo, dela hrvaških in srbskih avtorjev ter prevodno literaturo.